# Isabella Bashmakova
Isabella Grigórievna Bashmakova (en ruso: Изабелла Григорьевна Башмакова, Rostov del Don, RSFS de Rusia, 3 de enero de 1921 - Zvenígorod, Rusia, 17 de julio de 2005) fue una historiadora de las matemáticas soviética y rusa. En 2001, recibió la Medalla Alexander Koyré́ de la Academia Internacional de Historia de la Ciencia.

## Biografía
Isabella Bashmakova nació el 3 de enero de 1921 en Rostov del Don, en el seno de una familia de origen armenio. Su padre, Grigory Georgiyevich Bashmakov, era abogado. En 1932, su familia se mudó a Moscú. Donde, en 1938, comenzó sus estudios en la Facultad de Mecánica y Matemáticas de la Universidad Estatal de Moscú, durante la Segunda Guerra Mundial fue evacuada a Samarcanda, en la RSS de Uzbekistán, donde trabajó como enfermera. Después de la guerra regresó a Moscú donde, en 1948, completó un doctorado en Matemáticas, bajo la supervisión de Sofía Yanóvskaya.
Después de completar sus estudios, continuó asociada a la Universidad Estatal de Moscú como profesora asistente y en 1949 fue ascendida a profesora asociada. En 1950, su esposo, el matemático Andréi I. Lapin, fue arrestado por su oposición al Lysenkoísmo, pero en parte debido a los esfuerzos de su esposa, fue liberado nuevamente en 1952. Bashmakova completó su Doctorado en Ciencias. en 1961 y se convirtió en profesora titular en 1968.
En 1999 se jubiló y se convirtió en profesora emérita y murió el 17 de julio de 2005 mientras estaba de vacaciones en Zvenígorod.

## Contribuciones

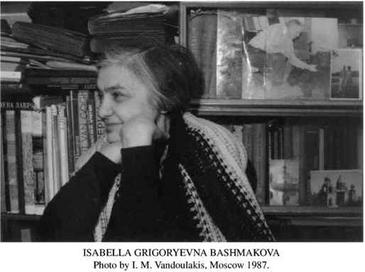
Isabella Bachmakova en 1987

La disertación de Bashmakova se refería a la historia de las definiciones de números enteros y racionales, desde Euclides y Eudoxo hasta Zolotarev, Dedekind y Kronecker.
Sus contribuciones de investigación posteriores incluyen una comparación de las herramientas utilizadas por Diofanto para resolver la ecuación de Diofanto con métodos más modernos; siguiendo una línea de pensamiento sugerida por Jacobi, sugirió que los métodos de Diofanto eran más sofisticados de lo que se pensaba anteriormente, pero que su sofisticación había quedado oculta por el énfasis en casos específicos en los escritos de Diofanto. Usó números complejos para reinterpretar las transformaciones geométricas estudiadas por François Viète.
También estudió la historia de las curvas algebraicas y ha traducido las obras de Pierre de Fermat al ruso.

## Libros publicados
Algunos de sus libros son:
- Диофант и диофантовы уравнения, Nauka, 1972; Diophant und diophantische Gleichungen, Birkhäuser, 1974; Diofanto y las ecuaciones diofánticas, Asociación Matemática de América, 1997.[7]
- Становление алгебры: Из истории математических идей (El desarrollo del álgebra: de la historia de las ideas matemáticas), Znanie, 1979.
- История диофантова анализа: От Диофанта до Ферма (Historia del análisis diofántico: de Diofanto a Fermat), Nauka, 1984.[8]
- The beginnings and evolution of algebra (con Galina Smirnova, Asociación Matemática de América, 2000)[9]

## Reconocimiento
En 1986, el Congreso Internacional de Matemáticos publicó inicialmente una lista de oradores que no incluía mujeres. Después de las protestas, el comité ejecutivo del congreso invitó a seis mujeres a hablar en el congreso. Bashmakova fue una de esas seis; no pudo viajar al congreso, pero su ponencia aparece en sus actas.
La Academia Internacional de Historia de la Ciencia la eligió miembro correspondiente en 1966 y miembro de pleno derecho en 1971. Recibió diplomas de honor en 1971, 1976 y 1980. En 2001, recibió la Medalla Alexander Koyré́ de la Academia Internacional de Historia de la Ciencia. En 2011, se dedicó una conferencia de la Academia de Ciencias de Rusia en su honor.